# Zapowiednik
Zapowiednik [pronunciación en polaco: /zapɔˈvjɛdnik/] es un pueblo ubicado en el distrito administrativo de Gmina Złoczew, dentro del Distrito de Sieradz, Voivodato de Łódź, en Polonia central. Se encuentra aproximadamente a 5 kilómetros al sureste de Złoczew, a 24 kilómetros al sur de Sieradz, y a 71 kilómetros al suroeste de la capital regional Łódź.
El pueblo tiene una población de 70 habitantes.